# Monedas de euro de Alemania
El euro (EUR o €) es la moneda oficial de las instituciones de la Unión Europea desde 1999 (cuando sustituyó al ECU), de los Estados que pertenecen a la eurozona y de los micro-Estados europeos con los que la Unión tiene acuerdos al respecto. También es utilizado de facto en Montenegro y Kosovo. Las monedas de euro están diseñadas de tal manera que en su anverso muestran un diseño específico del Estado emisor mientras que en su reverso muestran un diseño común.
Ya desde finales de 1998, cuando el comienzo del euro como moneda de cambio era inminente, comenzaron las pruebas de acuñación para las piezas alemanas y en 1999 se comenzó la acuñación de las mismas. A pesar de esto, las monedas en euro alemanas que fueron acuñadas entre 1999 y 2001, están fechadas en 2002 porque fue este el año en que comenzaron a circular efectivamente. El marco alemán circuló a la vez que la nueva moneda hasta el 28 de febrero de ese año y podrá ser canjeado a un cambio de 1,95583 DM = 1 € por un tiempo indefinido en las sedes del Banco Federal Alemán.
Las monedas se acuñan en las cinco cecas alemanas actualmente en funcionamiento cada una de las cuales se identifica mediante una marca que es una letra mayúscula, como sigue:
- A = Staatliche Münze Berlin de Berlín.
- D = Bayerisches Hauptmünzamt de Múnich.
- F = Staatliche Münzen Baden-Württemberg Prägestätte Stuttgart de Stuttgart.
- G = Staatliche Münzen Baden-Württemberg Prägestätte Karlsruhe de Karlsruhe.
- J = Hamburgische Münze de Hamburgo.

La República Federal de Alemania las pone en venta para coleccionistas en un punto de venta electrónico tanto en calidad «sin circular» como en calidad prueba.

## Diseño regular
Las monedas en euro alemanas tienen tres diseños diferentes una para cada grupo de monedas: Las de 1, 2 y 5 céntimos, que fueron diseñadas por Rolf Lederbogen, representan una hoja de roble, símbolo de la unidad nacional alemana desde el siglo XIX. Las de 10, 20 y 50 céntimos resultan del trabajo de Reinhard Heinsdorff y muestran la Puerta de Brandeburgo, símbolo de la Reunificación alemana, y por último las monedas de 1 y 2 euros fueron diseñadas por Heinz Hoyer y Sneschana Russewa-Hoyer y en ellas se aprecia la Bundesadler o águila federal alemana que ha sido un símbolo recurrente en la tradición política alemana desde hace más de 500 años. En todos los diseños se muestra la marca de ceca y están representadas las doce estrellas de la Unión Europea rodeando todo el diseño. El canto de las monedas de 2 euros tiene la inscripción «EINIGKEIT UND RECHT UND FREIHEIT» («Unidad, justicia y libertad» en alemán) seguido por el águila federal.
|                                                                                   |
| Hojas de roble, motivo de las monedas de 1, 2 y 5 cts. Grabador: Rolf Lederbogen. |

|                                                                                                 |
| Puerta de Brandeburgo, motivo de las monedas de 10, 20 y 50 cts. Grabador: Reinhard Heinsdorff. |

| Motivos de las monedas de 1 y 2 euro |
| \| \| \| Águila Federal alemana, representación heráldica que da motivo a las monedas de 1 y 2 euro. Grabadores: Heinz Hoyer y Sneschana Russewa-Hoyer. \| |
| |
| Águila Federal alemana, representación heráldica que da motivo a las monedas de 1 y 2 euro. Grabadores: Heinz Hoyer y Sneschana Russewa-Hoyer.             |

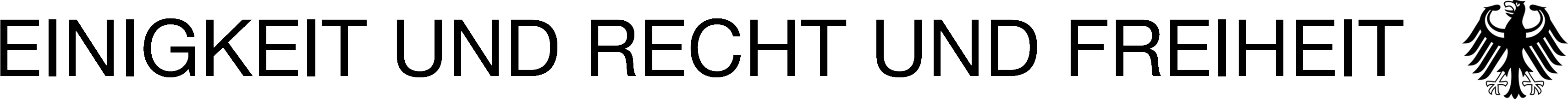
Canto de la moneda de 2 euro alemana.

En 2005, la Comisión Europea dictó una recomendación (que en 2012 pasó a ser reglamento) sobre los diseños de los anversos de las monedas en euros. Debido a ello, Alemania debe cambiar sus diseños para cumplir con lo siguiente: "Las caras nacionales de todas las denominaciones de las monedas en euros deberán llevar una indicación del Estado miembro emisor, consistente en el nombre de dicho Estado miembro o en una abreviatura del mismo". El Estado alemán no ha modificado los diseños regulares pero cuenta hasta el 20 de junio de 2062 para hacerlo. En las monedas conmemorativas de 2 euros se cumple con lo anterior ya que, en 2010, Alemania comenzó a representar su nombre mediante una letra «D» mayúscula (por «Deutschland», autónimo de Alemania). Con anterioridad a esa fecha también lo cumplía ya que, en las monedas conmemorativas de 2 euros alemanas, figuraba BUNDESREPUBLIK DEUTSCHLAND; es decir, REPÚBLICA FEDERAL DE ALEMANIA. En las emisiones conjuntas de todos los países de la eurozona de monedas conmemorativas de 2 euros de los años 2012 y 2015, también figuró BUNDESREPUBLIK DEUTSCHLAND en lugar de la letra «D».

## Cantidad de piezas acuñadas
Todas las cantidades mostradas, lo están en «millones de piezas».
| Emisión en 2002 | Emisión en 2002 | Emisión en 2002 | Emisión en 2002 | Emisión en 2002 | Emisión en 2002 | Emisión en 2002 | Emisión en 2002 | Emisión en 2002 |
| --------------- | --------------- | --------------- | --------------- | --------------- | --------------- | --------------- | --------------- | --------------- |
|                 | €0.01           | €0.02           | €0.05           | €0.10           | €0.20           | €0.50           | €1              | €2              |
| A               | 800             | 360             | 480             | 696.1           | 378.1           | 337.7           | 367.9           | 238.9           |
| D               | 840             | 483             | 504             | 721.9           | 367             | 370.2           | 372.6           | 231.3           |
| F               | 960             | 507.8           | 576             | 838.8           | 421.6           | 430.4           | 439.8           | 281             |
| G               | 560             | 311.8           | 336             | 494.3           | 251.9           | 256.5           | 266.3           | 180.9           |
| J               | 840             | 419.4           | 504             | 758.6           | 441             | 401.4           | 372.3           | 257.8           |

| Emisión en 2003 | Emisión en 2003 | Emisión en 2003 | Emisión en 2003 | Emisión en 2003 | Emisión en 2003 | Emisión en 2003 | Emisión en 2003 | Emisión en 2003 |
| --------------- | --------------- | --------------- | --------------- | --------------- | --------------- | --------------- | --------------- | --------------- |
|                 | €0.01           | €0.02           | €0.05           | €0.10           | €0.20           | €0.50           | €1              | €2              |
| A               | 0               | 200             | 0               | 50.6            | 41.8            | 0               | 50.2            | 20.4            |
| D               | 0               | 105             | 0               | 50.8            | 24.1            | 70.6            | 5               | 22.1            |
| F               | 0               | 164.2           | 0               | 6               | 82.4            | 0               | 0               | 24.4            |
| G               | 0               | 80.2            | 0               | 13              | 42.1            | 0               | 0               | 29.1            |
| J               | 0               | 168.6           | 0               | 25.5            | 0               | 39.6            | 29.8            | 19.5            |

| Emisión en 2004 | Emisión en 2004 | Emisión en 2004 | Emisión en 2004 | Emisión en 2004 | Emisión en 2004 | Emisión en 2004 | Emisión en 2004 | Emisión en 2004 |
| --------------- | --------------- | --------------- | --------------- | --------------- | --------------- | --------------- | --------------- | --------------- |
|                 | €0.01           | €0.02           | €0.05           | €0.10           | €0.20           | €0.50           | €1              | €2              |
| A               | 280             | 127             | 112             | 0               | 0               | 82.2            | 21.8            | 31.5            |
| D               | 294             | 133.3           | 117.6           | 11.2            | 49.7            | 0               | 89.2            | 19.8            |
| F               | 336             | 152.4           | 134.4           | 51.3            | 0               | 73.5            | 88.2            | 0               |
| G               | 196             | 88.9            | 78.4            | 15.4            | 0               | 37.4            | 41.6            | 0               |
| J               | 294             | 133.3           | 117.6           | 0               | 0               | 0               | 0               | 22.5            |

| Emisión en 2005 | Emisión en 2005 | Emisión en 2005 | Emisión en 2005 | Emisión en 2005 | Emisión en 2005 | Emisión en 2005 | Emisión en 2005 | Emisión en 2005 |
| --------------- | --------------- | --------------- | --------------- | --------------- | --------------- | --------------- | --------------- | --------------- |
|                 | €0.01           | €0.02           | €0.05           | €0.10           | €0.20           | €0.50           | €1              | €2              |
| A               | 120             | 73              | 44              | 0               | 8               | 0               | 0               | 0               |
| D               | 126             | 76.6            | 46.2            | 0               | 8.4             | 0               | 0               | 0               |
| F               | 144             | 87.6            | 52.8            | 0               | 9.6             | 0               | 0               | 0               |
| G               | 84              | 51.1            | 30.8            | 0               | 5.6             | 0               | 0               | 0               |
| J               | 126             | 76.6            | 46.2            | 0               | 8.4             | 0               | 59.8            | 0               |

| Emisión en 2006 | Emisión en 2006 | Emisión en 2006 | Emisión en 2006 | Emisión en 2006 | Emisión en 2006 | Emisión en 2006 | Emisión en 2006 | Emisión en 2006 |
| --------------- | --------------- | --------------- | --------------- | --------------- | --------------- | --------------- | --------------- | --------------- |
|                 | €0.01           | €0.02           | €0.05           | €0.10           | €0.20           | €0.50           | €1              | €2              |
| A               | 0               | 108             | 27              | 0               | 39              | 0               | 0               | 0               |
| D               | 0               | 113.4           | 28.3            | 0               | 40.9            | 0               | 0               | 0               |
| F               | 0               | 129.6           | 32.4            | 0               | 46.8            | 0               | 0               | 0               |
| G               | 0               | 75.6            | 18.9            | 0               | 27.3            | 0               | 0               | 0               |
| J               | 0               | 148.4           | 28.3            | 0               | 40.9            | 0               | 0               | 0               |

| Emisión en 2007 | Emisión en 2007 | Emisión en 2007 | Emisión en 2007 | Emisión en 2007 | Emisión en 2007 | Emisión en 2007 | Emisión en 2007 | Emisión en 2007 |
| --------------- | --------------- | --------------- | --------------- | --------------- | --------------- | --------------- | --------------- | --------------- |
|                 | €0.01           | €0.02           | €0.05           | €0.10           | €0.20           | €0.50           | €1              | €2              |
| A               | 119.4           | 100             | 52.4            | 0               | 21.6            | 0               | 0               | 0               |
| D               | 125.3           | 105             | 55.0            | 0               | 22.6            | 0               | 0               | 0               |
| F               | 143.2           | 120             | 62.8            | 0               | 25.9            | 0               | 0               | 0               |
| G               | 83.5            | 70              | 36.6            | 0               | 15.1            | 0               | 0               | 0               |
| J               | 125.3           | 105             | 55.0            | 0               | 22.9            | 0               | 0               | 0               |

| Emisión en 2008 | Emisión en 2008 | Emisión en 2008 | Emisión en 2008 | Emisión en 2008 | Emisión en 2008 | Emisión en 2008 | Emisión en 2008 | Emisión en 2008 |
| --------------- | --------------- | --------------- | --------------- | --------------- | --------------- | --------------- | --------------- | --------------- |
|                 | €0.01           | €0.02           | €0.05           | €0.10           | €0.20           | €0.50           | €1              | €2              |
| A               | 101.2           | 80              | 29.2            | 0               | 15.8            | 0               | 0               | 11.4            |
| D               | 106.2           | 84              | 30.6            | 0               | 16.5            | 0               | 0               | 11.9            |
| F               | 121.4           | 96              | 35              | 0               | 18.9            | 0               | 0               | 13.6            |
| G               | 70.8            | 56              | 20.4            | 0               | 11              | 0               | 0               | 7.9             |
| J               | 106.2           | 84              | 30.6            | 0               | 16.3            | 0               | 0               | 11.9            |

| Emisión en 2009 | Emisión en 2009 | Emisión en 2009 | Emisión en 2009 | Emisión en 2009 | Emisión en 2009 | Emisión en 2009 | Emisión en 2009 | Emisión en 2009 |
| --------------- | --------------- | --------------- | --------------- | --------------- | --------------- | --------------- | --------------- | --------------- |
|                 | €0.01           | €0.02           | €0.05           | €0.10           | €0.20           | €0.50           | €1              | €2              |
| A               | 100             | 59              | 39.6            | 0               | 21.6            | 0               | 0               | 0               |
| D               | 105             | 61.9            | 41.5            | 0               | 22.6            | 0               | 0               | 0               |
| F               | 120             | 70.8            | 47.5            | 0               | 25.9            | 0               | 0               | 0               |
| G               | 70              | 41.3            | 27.7            | 0               | 15.1            | 0               | 0               | 0               |
| J               | 105             | 61.9            | 41.5            | 0               | 22.6            | 0               | 0               | 0               |

| Emisión en 2010 | Emisión en 2010 | Emisión en 2010 | Emisión en 2010 | Emisión en 2010 | Emisión en 2010 | Emisión en 2010 | Emisión en 2010 | Emisión en 2010 |
| --------------- | --------------- | --------------- | --------------- | --------------- | --------------- | --------------- | --------------- | --------------- |
|                 | €0.01           | €0.02           | €0.05           | €0.10           | €0.20           | €0.50           | €1              | €2              |
| A               | 94.4            | 72.8            | 39.8            | 0               | 24.4            | 0               | 0               | 19.6            |
| D               | 99.1            | 76.4            | 41.7            | 0               | 25.6            | 0               | 0               | 20.5            |
| F               | 113.2           | 87.3            | 47.7            | 0               | 29.2            | 0               | 0               | 23.5            |
| G               | 66              | 50.9            | 27.8            | 0               | 17              | 0               | 0               | 13.7            |
| J               | 99.1            | 76.4            | 41.7            | 0               | 25.6            | 0               | 0               | 20.5            |

| Emisión en 2011 | Emisión en 2011 | Emisión en 2011 | Emisión en 2011 | Emisión en 2011 | Emisión en 2011 | Emisión en 2011 | Emisión en 2011 | Emisión en 2011 |
| --------------- | --------------- | --------------- | --------------- | --------------- | --------------- | --------------- | --------------- | --------------- |
|                 | €0.01           | €0.02           | €0.05           | €0.10           | €0.20           | €0.50           | €1              | €2              |
| A               | 118.4           | 100.4           | 59.2            | 0               | 33              | 0               | 0               | 23.8            |
| D               | 124.3           | 105.4           | 62.1            | 0               | 34.6            | 0               | 0               | 24.9            |
| F               | 142             | 120.4           | 71              | 0               | 39.6            | 0               | 0               | 28.5            |
| G               | 82.8            | 70.2            | 41.4            | 0               | 23.1            | 0               | 0               | 16.6            |
| J               | 124.3           | 105.4           | 62.1            | 0               | 34.6            | 0               | 0               | 24.9            |

| Emisión en 2012 | Emisión en 2012 | Emisión en 2012 | Emisión en 2012 | Emisión en 2012 | Emisión en 2012 | Emisión en 2012 | Emisión en 2012 | Emisión en 2012 |
| --------------- | --------------- | --------------- | --------------- | --------------- | --------------- | --------------- | --------------- | --------------- |
|                 | €0.01           | €0.02           | €0.05           | €0.10           | €0.20           | €0.50           | €1              | €2              |
| A               | 104.2           | 77.4            | 41.8            | 0               | 21.2            | 0               | 0               | 0               |
| D               | 109.4           | 81.2            | 43.8            | 0               | 22.2            | 0               | 0               | 0               |
| F               | 125             | 92.8            | 50.1            | 0               | 25.4            | 0               | 0               | 0               |
| G               | 72.9            | 54.1            | 29.2            | 0               | 14.8            | 0               | 0               | 0               |
| J               | 109.4           | 81.2            | 43.8            | 0               | 22.2            | 0               | 0               | 0               |

| Emisión en 2013 | Emisión en 2013 | Emisión en 2013 | Emisión en 2013 | Emisión en 2013 | Emisión en 2013 | Emisión en 2013 | Emisión en 2013 | Emisión en 2013 |
| --------------- | --------------- | --------------- | --------------- | --------------- | --------------- | --------------- | --------------- | --------------- |
|                 | €0.01           | €0.02           | €0.05           | €0.10           | €0.20           | €0.50           | €1              | €2              |
| A               | 60              | 60              | 32              | 0               | 16              | 0               | 0               | 0               |
| D               | 63              | 63              | 33.6            | 0               | 16.8            | 0               | 0               | 0               |
| F               | 72              | 72              | 38.4            | 0               | 19.2            | 0               | 0               | 0               |
| G               | 42              | 42              | 22.4            | 0               | 11.2            | 0               | 0               | 0               |
| J               | 63              | 63              | 33.6            | 0               | 16.8            | 0               | 0               | 0               |

| Emisión en 2014 | Emisión en 2014 | Emisión en 2014 | Emisión en 2014 | Emisión en 2014 | Emisión en 2014 | Emisión en 2014 | Emisión en 2014 | Emisión en 2014 |
| --------------- | --------------- | --------------- | --------------- | --------------- | --------------- | --------------- | --------------- | --------------- |
|                 | €0.01           | €0.02           | €0.05           | €0.10           | €0.20           | €0.50           | €1              | €2              |
| A               | 66              | 61.8            | 32              | 0               | 19.2            | 0               | 0               | 5.6             |
| D               | 69.3            | 64.89           | 33.6            | 0               | 20.1            | 0               | 0               | 5.88            |
| F               | 79.2            | 74.16           | 38.4            | 0               | 23              | 0               | 0               | 6.72            |
| G               | 46.21           | 43.26           | 22.4            | 0               | 13.4            | 0               | 0               | 3.92            |
| J               | 69.3            | 64.89           | 33.6            | 0               | 20.1            | 0               | 0               | 5.88            |

| Emisión en 2015 | Emisión en 2015 | Emisión en 2015 | Emisión en 2015 | Emisión en 2015 | Emisión en 2015 | Emisión en 2015 | Emisión en 2015 | Emisión en 2015 |
| --------------- | --------------- | --------------- | --------------- | --------------- | --------------- | --------------- | --------------- | --------------- |
|                 | €0.01           | €0.02           | €0.05           | €0.10           | €0.20           | €0.50           | €1              | €2              |
| A               | 86.2            | 76              | 32.8            | 0               | 22.80           | 0               | 0               | 0               |
| D               | 90.51           | 79.8            | 34.44           | 0               | 23.94           | 0               | 0               | 0               |
| F               | 103.44          | 91.2            | 39.36           | 0               | 27.36           | 0               | 0               | 0               |
| G               | 60.34           | 53.2            | 22.96           | 0               | 15.96           | 0               | 0               | 0               |
| J               | 90.51           | 79.8            | 34.44           | 0               | 23.94           | 0               | 0               | 0               |

| Emisión en 2016 | Emisión en 2016 | Emisión en 2016 | Emisión en 2016 | Emisión en 2016 | Emisión en 2016 | Emisión en 2016 | Emisión en 2016 | Emisión en 2016 |
| --------------- | --------------- | --------------- | --------------- | --------------- | --------------- | --------------- | --------------- | --------------- |
|                 | €0.01           | €0.02           | €0.05           | €0.10           | €0.20           | €0.50           | €1              | €2              |
| A               | 116.6           | 101.4           | 49.2            | 0               | 38.4            | 0               | 0               | 14.2            |
| D               | 122.43          | 106.47          | 51.66           | 0               | 40.32           | 0               | 0               | 14.91           |
| F               | 139.92          | 121.68          | 59.04           | 0               | 46.08           | 0               | 0               | 17.04           |
| G               | 81.62           | 70.98           | 34.44           | 0               | 26.88           | 0               | 0               | 9.94            |
| J               | 122.43          | 106.47          | 51.66           | 0               | 40.32           | 0               | 0               | 14.91           |

| Emisión en 2017 | Emisión en 2017 | Emisión en 2017 | Emisión en 2017 | Emisión en 2017 | Emisión en 2017 | Emisión en 2017 | Emisión en 2017 | Emisión en 2017 |
| --------------- | --------------- | --------------- | --------------- | --------------- | --------------- | --------------- | --------------- | --------------- |
|                 | €0.01           | €0.02           | €0.05           | €0.10           | €0.20           | €0.50           | €1              | €2              |
| A               | 81.6            | 72.2            | 30              | 25.2            | 21.6            | 0               | 0               | 18.2            |
| D               | 85.68           | 75.81           | 31.5            | 26.46           | 22.68           | 0               | 0               | 19.11           |
| F               | 97.92           | 86.64           | 36              | 30.24           | 25.92           | 0               | 0               | 21.84           |
| G               | 57.12           | 50.54           | 21              | 17.64           | 15.12           | 0               | 0               | 12.74           |
| J               | 85.68           | 75.81           | 31.5            | 26.46           | 22.68           | 0               | 0               | 19.11           |

| Emisión en 2018 | Emisión en 2018 | Emisión en 2018 | Emisión en 2018 | Emisión en 2018 | Emisión en 2018 | Emisión en 2018 | Emisión en 2018 | Emisión en 2018 |
| --------------- | --------------- | --------------- | --------------- | --------------- | --------------- | --------------- | --------------- | --------------- |
|                 | €0.01           | €0.02           | €0.05           | €0.10           | €0.20           | €0.50           | €1              | €2              |
| A               | 90.60           | 95.8            | 40.60           | 24              | 28.40           | 0               | 0               | 0               |
| D               | 95.13           | 100.59          | 42.63           | 25.20           | 29.82           | 0               | 0               | 0               |
| F               | 108.72          | 114.96          | 48.72           | 28.80           | 34.08           | 0               | 0               | 0               |
| G               | 63.42           | 67.06           | 28.42           | 16.80           | 19.88           | 0               | 0               | 0               |
| J               | 95.13           | 100.59          | 42.63           | 25.20           | 29.82           | 0               | 0               | 0               |

| Emisión en 2019 | Emisión en 2019 | Emisión en 2019 | Emisión en 2019 | Emisión en 2019 | Emisión en 2019 | Emisión en 2019 | Emisión en 2019 | Emisión en 2019 |
| --------------- | --------------- | --------------- | --------------- | --------------- | --------------- | --------------- | --------------- | --------------- |
|                 | €0.01           | €0.02           | €0.05           | €0.10           | €0.20           | €0.50           | €1              | €2              |
| A               | 71.10           | 83.70           | 40.05           | 29.50           | 33.80           | 0               | 0               | 14.55           |
| D               | 76.17           | 89.40           | 43.57           | 32.49           | 37.01           | 0               | 0               | 17.79           |
| F               | 85.38           | 100.50          | 48.12           | 35.46           | 40.62           | 0               | 0               | 17.52           |
| G               | 49.68           | 58.50           | 27.95           | 20.56           | 23.57           | 0               | 0               | 10.1            |
| J               | 74.67           | 87.90           | 42.07           | 30.99           | 35.51           | 0               | 0               | 15.29           |

| Emisión en 2020 | Emisión en 2020 | Emisión en 2020 | Emisión en 2020 | Emisión en 2020 | Emisión en 2020 | Emisión en 2020 | Emisión en 2020 | Emisión en 2020 |
| --------------- | --------------- | --------------- | --------------- | --------------- | --------------- | --------------- | --------------- | --------------- |
|                 | €0.01           | €0.02           | €0.05           | €0.10           | €0.20           | €0.50           | €1              | €2              |
| A               | 19              | 65.80           | 19.6            | 39.8            | 38.8            | 0               | 0               | 16              |
| D               | 51.45           | 69.09           | 20.58           | 41.79           | 40.74           | 0               | 0               | 16.8            |
| F               | 58.80           | 78.96           | 23.52           | 47.76           | 46.56           | 0               | 0               | 19.2            |
| G               | 34.30           | 46.06           | 13.72           | 27.86           | 27.16           | 0               | 0               | 11.2            |
| J               | 51.45           | 69.09           | 20.58           | 41.79           | 40.74           | 0               | 0               | 16.8            |

| Emisión en 2021 | Emisión en 2021 | Emisión en 2021 | Emisión en 2021 | Emisión en 2021 | Emisión en 2021 | Emisión en 2021 | Emisión en 2021 | Emisión en 2021 |
| --------------- | --------------- | --------------- | --------------- | --------------- | --------------- | --------------- | --------------- | --------------- |
|                 | €0.01           | €0.02           | €0.05           | €0.10           | €0.20           | €0.50           | €1              | €2              |
| A               | 51.40           | 97.6            | 47.6            | 29.6            | 30              | 0               | 0               | 6               |
| D               | 53.97           | 102.48          | 49.98           | 31.08           | 31.5            | 0               | 0               | 6.3             |
| F               | 61.68           | 117.12          | 57.12           | 35.52           | 36              | 0               | 0               | 7.2             |
| G               | 35.98           | 68.32           | 33.32           | 20.72           | 21              | 0               | 0               | 4.2             |
| J               | 53.97           | 102.48          | 49.98           | 31.08           | 31.5            | 0               | 0               | 6.3             |

| Emisión en 2022 | Emisión en 2022 | Emisión en 2022 | Emisión en 2022 | Emisión en 2022 | Emisión en 2022 | Emisión en 2022 | Emisión en 2022 | Emisión en 2022 |
| --------------- | --------------- | --------------- | --------------- | --------------- | --------------- | --------------- | --------------- | --------------- |
|                 | €0.01           | €0.02           | €0.05           | €0.10           | €0.20           | €0.50           | €1              | €2              |
| A               | 0               | 42.2            | 27              | 19.8            | 26.2            | 4               | 0               | 0               |
| D               | 0               | 44.31           | 28.35           | 20.79           | 27.51           | 4.2             | 0               | 0               |
| F               | 0               | 50.64           | 32.4            | 23.76           | 31.44           | 4.8             | 0               | 0               |
| G               | 0               | 29.54           | 18.9            | 13.86           | 18.34           | 2.8             | 0               | 0               |
| J               | 0               | 44.31           | 28.35           | 20.79           | 27.51           | 4.2             | 0               | 0               |

| Emisión en 2023 | Emisión en 2023 | Emisión en 2023 | Emisión en 2023 | Emisión en 2023 | Emisión en 2023 | Emisión en 2023 | Emisión en 2023 | Emisión en 2023 |
| --------------- | --------------- | --------------- | --------------- | --------------- | --------------- | --------------- | --------------- | --------------- |
|                 | €0.01           | €0.02           | €0.05           | €0.10           | €0.20           | €0.50           | €1              | €2              |
| A               | 28.80           | 18              | 9               | 18.40           | 11              | 12              | 0               | 11              |
| D               | 30.24           | 18.9            | 9.45            | 19.32           | 11.55           | 12.6            | 0               | 11.55           |
| F               | 34.56           | 21.6            | 10.8            | 22.08           | 13.2            | 14.4            | 0               | 13.2            |
| G               | 20.16           | 12.6            | 6.3             | 12.88           | 7.7             | 8.4             | 0               | 7.7             |
| J               | 30.24           | 18.9            | 9.45            | 19.32           | 11.55           | 12.6            | 0               | 11.55           |

| Emisión en 2024 | Emisión en 2024 | Emisión en 2024 | Emisión en 2024 | Emisión en 2024 | Emisión en 2024 | Emisión en 2024 | Emisión en 2024 | Emisión en 2024 |
| --------------- | --------------- | --------------- | --------------- | --------------- | --------------- | --------------- | --------------- | --------------- |
|                 | €0.01           | €0.02           | €0.05           | €0.10           | €0.20           | €0.50           | €1              | €2              |
| A               | 14              | 0               | 10.60           | 9.80            | 4.40            | 9               | 0               | 17.6            |
| D               | 14.70           | 0               | 11.13           | 10.29           | 4.62            | 9.45            | 0               | 18.48           |
| F               | 16.80           | 0               | 12.72           | 11.76           | 5.28            | 10.80           | 0               | 21.12           |
| G               | 9.80            | 0               | 7.42            | 6.86            | 3.08            | 6.30            | 0               | 12.32           |
| J               | 14.70           | 0               | 11.13           | 10.29           | 4.62            | 9.45            | 0               | 18.48           |

## Monedas conmemorativas en euro de Alemania
Alemania comenzó en 2006 una serie de 16 monedas conmemorativas sobre la presidencia rotatoria del Consejo Federal, que continuó hasta 2022. A partir de 2023 tiene previsto continuar conmemorando a sus estados federales mediante la emisión anual de una moneda con algún motivo alusivo hasta 2038. Asimismo emitió una moneda en conjunto con Francia, la primera emisión conjunta que proponen estados individuales y no la Unión Europea.
| Año  | Motivo | Emisión                                                            | Imagen |
| 2006 | Estados federales: Schleswig-Holstein En el anverso se representa la fachada oeste de la Puerta de Holsten monumento de la ciudad hanseática de Lübeck en el estado de Schleswig-Holstein. Bajo la puerta aparecen las palabras «SCHLESWIG-HOLSTEIN», nombre del estado en el que se ubica. El grabador fue Heinz Hoyer cuyas iniciales figuran a la derecha del diseño. La marca de ceca aparece en el lado izquierdo. Las doce estrellas de la bandera europea forman un semicírculo sobre la parte superior del anillo externo, interrumpido por el año en la cima. Las palabras «BUNDESREPUBLIK DEUTSCHLAND» («República Federal de Alemania» en alemán) forman un semicírculo en la parte inferior del anillo exterior. El canto es el mismo que para la moneda regular de 2 euro. | A: 6 000 000 D: 6 300 000 F: 7 200 000 G: 4 200 000 J: 6 300 000   |        |
| 2007 | Estados federales: Mecklemburgo-Pomerania Occidental Se muestra la fachada del Palacio de Schwerin sede del parlamento del estado federado de Mecklemburgo-Pomerania Occidental cuyo nombre en alemán («MECKLENBURG-VORPOMMERN») se encuentra debajo junto con la marca del grabador (Heinz Hoyer). La marca de ceca se encuentra arriba del diseño. El anillo exterior y el canto son idénticos al de la moneda anterior a excepción del año. | A: 1 040 000 D: 11 840 000 F: 11 850 000 G: 4 200 000 J: 1 070 000 |        |
| 2007 | Diseño común: 50º aniversario de la firma del Tratado de Roma Se trata de la primera moneda de emisión conjunta hecha por parte de los 13 miembros de la eurozona del momento. Cada estado acuñó el mismo anverso con su denominación nacional como distintivo. En el centro de la moneda se representa el tratado sobrepuesto a un diseño que recuerda al pavimento de la Plaza del Campidoglio de Roma, donde fue firmado en 1957. La palabra «EUROPA» figura encima del libro. Sobre él, aparecen las palabras «RÖMISCHE VERTRÄGE 50 JAHRE» («Tratados Romanos 50 años» en alemán). El año 2007 y el nombre «BUNDESREPUBLIK DEUTSCHLAND» («República Federal de Alemania» en alemán) aparecen bajo el diseño central junto a la marca de ceca. Las doce estrellas de la bandera europea rodean todo lo anterior en el anillo exterior de la moneda. El diseño fue producto del trabajo conjunto de las diferentes casas de moneda europeas. | A: 1 000 000 D: 14 500 000 F: 8 000 000 G: 5 000 000 J: 1 500 000  |        |
| 2008 | Estados federales: Ciudad libre y hanseática de Hamburgo La moneda muestra la fachada sur de la iglesia de San Miguel de Hamburgo. En la parte inferior aparece la palabra «HAMBURG» («Hamburgo» en alemán). Las iniciales del diseñador Erich Ott («Œ») y la marca de ceca, aparecen a la derecha. El anillo exterior y el canto son idénticos a las anteriores. | A: 1 000 000 D: 8 900 000 F: 9 600 000 G: 4 200 000 J: 6 300 000   |        |
| 2009 | Estados federales: Sarre Se representa a la Ludwigskirche de Saarbrücken en el estado de Sarre. En la parte inferior aparece la palabra «SAARLAND» («Sarre» en alemán) con la marca de ceca debajo. Las iniciales del diseñador (Friedrich Brenner) aparecen en la parte superior derecha. El anillo exterior y el canto son idénticos a los anteriores. | A: 6 000 000 D: 6 300 000 F: 7 200 000 G: 4 200 000 J: 6 300 000   |        |
| 2009 | Diseño común: X aniversario de la creación de la Unión Económica y MonetariaLa segunda emisión conjunta fue acuñada por los 16 países de la eurozona en 2009. Al igual que en la anterior, cada estado acuñó el mismo anverso con su denominación nacional como distintivo. El centro de la moneda muestra una figura humana estilizada cuyo brazo izquierdo es prolongado por el símbolo del euro. Bajo este símbolo aparecen las iniciales del diseñador, «ΓΣ» (de «Γεώργιος Σταματόπουλος», Geórgios Stamatópoulos escultor de la Casa de la Moneda griega). Las leyendas son, sobre el diseño, «BUNDESREPUBLIK DEUTSCHLAND» («República Federal de Alemania» en alemán); y bajo el diseño, «WWU 1999-2009» (de «Wirtschafts- und Währungsunion», «Unión Económica y Monetaria» en alemán). La marca de ceca aparece a la derecha del diseño. En el anillo externo aparecen las doce estrellas de la Unión. | A: 6 000 000 D: 6 300 000 F: 7 200 000 G: 4 200 000 J: 6 300 000   |        |
| 2010 | Estados federales: Ciudad libre hanseática de Bremen La moneda muestra la fachada del ayuntamiento de Bremen, con la estatua de Rolando en primer plano. Bajo la imagen, a la derecha, aparece la palabra «BREMEN». Abajo, las iniciales del grabador Bodo Broschat. La marca de ceca en la zona superior izquierda. En el anillo exterior las doce estrellas de la bandera de la Unión Europea como aparecen en esta. Intercaladas se pueden ver, arriba el identificador del país y abajo el año de emisión. | A: 6 000 000 D: 6 300 000 F: 7 200 000 G: 4 200 000 J: 6 300 000   |        |
| 2011 | Estados federales: Renania del Norte-Westfalia El diseño muestra íntegramente la fachada sur de la catedral de Colonia. El nombre «NORDRHEIN-WESTFALEN» («Renania del Norte-Westfalia» en alemán) aparece justo debajo del edificio. La marca de ceca y las iniciales del grabador (Heinz Hoyer), están situadas a la derecha. El anillo exterior es igual al anterior excepto por el año. | A: 6 000 000 D: 6 300 000 F: 7 200 000 G: 4 200 000 J: 6 300 000   |        |
| 2012 | Estados federales: Estado libre de Baviera Muestra la fachada este del Castillo de Neuschwanstein con la montaña posterior y los desfiladeros laterales representados. Abajo, «BAYERN» («Baviera» en alemán). La marca de ceca figura a la derecha y las iniciales del artista (Erich Ott), a la izquierda. El anillo exterior es idéntico al anterior excepto por la fecha. | A: 6 000 000 D: 6 300 000 F: 7 200 000 G: 4 200 000 J: 6 300 000   |        |
| 2012 | Diseño común: X aniversario de la puesta en circulación de los billetes y monedas en eurosMediante votación pública en la Internet se decidió el motivo de la tercera emisión conjunta. Se trata de un diseño de Helmut Andexlinger, diseñador de la Casa de la Moneda austríaca. En el centro de la moneda aparece el símbolo del euro sobre un globo terráqueo donde están apoyados distintos elementos que representan los distintos ámbitos en los que el euro ha adquirido importancia en los últimos diez años. Estos elementos son los ciudadanos (figuras humanas estilizadas), el mundo financiero (Torre del BCE), el comercio (bucles), la industria (fábricas), el sector de la energía, la investigación y el desarrollo (centrales de energía eólica). Las iniciales del artista figuran bajo la imagen de la torre del BCE. Arriba «BUNDESREPUBLIK DEUTSCHLAND» («República Federal de Alemania» en idioma alemán), en la parte inferior figuran las fechas del aniversario del euro «2002-2012». Todo rodeado por las estrellas de la Unión.                 | A: 6 000 000 D: 6 300 000 F: 7 200 000 G: 4 200 000 J: 6 300 000   |        |
| 2013 | Estados federales: Baden-Wurtemberg Muestra la fachada del Monasterio de Maulbronn ubicado en el estado de Baden-Wurtemberg. Bajo este, «BADEN-WÜRTTEMBERG» con el identificador del país. A la derecha la marca de ceca. Arriba el año. Las doce estrellas de la bandera de la Unión Europea rodean todo el diseño en el anillo exterior. | A: 6 000 000 D: 6 300 000 F: 7 200 000 G: 4 200 000 J: 6 300 000   |        |
| 2013 | / Diseño común binacional: 50º aniversario de la firma del Tratado del Elíseo Se trata de la primera moneda de emisión conjunta acordada entre dos países individuales dentro de la Unión Europea. La emitieron de forma conjunta la República francesa y la República Federal de Alemania. En ella se muestran los retratos de Charles de Gaulle (antiguo presidente francés) a la izquierda y Konrad Adenauer (antiguo canciller alemán) a la derecha; ambos con sus firmas debajo. Arriba y abajo dos inscripciones: «TRAITÉ DE L'ÉLYSÉE» y «ÉLYSÉE-VERTRAG» («Tratado del Elíseo» en francés y alemán respectivamente). Entre ambas imágenes «50 ANS JAHRE» («50 años» en idioma francés e idioma alemán respectivamente) y el año de acuñación. Sobre la firma de Adenauer la marca de ceca y bajo ésta el identificador del país. El anillo exterior es idéntico al de la anterior. Fue diseñada conjuntamente por Yves Sampo (de la Monnaie de Paris) y Stefanie Lindner, Alina Hoyer y Sneschana Russewa-Hoyer (de la de la Casa de la Moneda del Estado de Berlín). | A: 2 200 000 D: 2 310 000 F: 2 640 000 G: 1 540 000 J: 2 310 000   |        |
| 2014 | Estados federales: Baja Sajonia Se muestra una vista de la Iglesia de San Miguel de Hildesheim por la fachada sur. Abajo «NIEDERSACHSEN» («Baja Sajonia» en idioma alemán) y el identificador del país. En la parte superior izquierda se encuentra el año, a la izquierda la marca de ceca, a la derecha las iniciales del diseñador (Erich Ott). El anillo exterior es idéntico al de la anterior. | A: 6 000 000 D: 6 300 000 F: 7 200 000 G: 4 200 000 J: 6 300 000   |        |
| 2015 | Estados federales: Hesse Se muestra una vista frontal de la Iglesia de San Pablo en Fráncfort del Meno. Abajo «HESSEN» («Hesse» en idioma alemán). A la izquierda el año de acuñación y la marca de ceca. A la derecha, las iniciales del grabador (Heinz Hoyer) y el identificador de país. El anillo exterior es idéntico al de la anterior. | A: 6 000 000 D: 6 300 000 F: 7 200 000 G: 4 200 000 J: 6 300 000   |        |
| 2015 | 25º aniversario de la Reunificación alemana Un grupo de once personas, que representan un nuevo comienzo y el progreso hacia u futuro mejor, delante de la Puerta de Brandeburgo que es símbolo de la unidad alemana. A la izquierda, y en sentido circular, «25 JAHRE DEUTSCHE EINHEIT» («25 años de la unidad alemana» en idioma alemán), el año de acuñación y el identificador del país. A la derecha, también en sentido circular, tres veces «WIR SIND EIN VOLK» («Somos un pueblo» en idioma alemán). Abajo la marca de ceca y las iniciales del grabador (Bernd Wendhut). El anillo exterior es idéntico al de la anterior. | A: 6 000 000 D: 6 300 000 F: 7 200 000 G: 4 200 000 J: 6 300 000   |        |
| 2015 | Diseño común: 30º aniversario de la Bandera europea Nuevamente mediante votación pública en internet se decidió el motivo de la cuarta emisión conjunta. Como en acuñaciones anteriores, cada estado acuñó el mismo anverso con su denominación nacional como distintivo. Se ve, en el centro, una bandera europea sostenida por personas que simbolizan la unión de diferentes culturas en un ideal común. Bajo este símbolo aparecen las iniciales del diseñador, «ΓΣ» (de «Γεώργιος Σταματόπουλος», Geórgios Stamatópoulos escultor de la Casa de la Moneda griega) y a la izquierda la marca de ceca. Arriba «BUNDESREPUBLIK DEUTSCHLAND» («República Federal de Alemania» en idioma alemán) y las fechas del aniversario de la bandera «1985-2015». Todo rodeado por las estrellas de la Unión. | A: 6 000 000 D: 6 300 000 F: 7 200 000 G: 4 200 000 J: 6 300 000   |        |
| 2016 | Estados federales: Estado libre de Sajonia Se muestra una vista de la puerta de la corona del Zwinger de Dresde desde el patio interior. Abajo «SACHSEN» («Sajonia» en idioma alemán) con el identificador del país. Arriba el año, la marca de ceca y la iniciales del grabador (Jordi Truxa). En el anillo exterior las estrellas de la bandera europea. | A: 6 000 000 D: 6 300 000 F: 7 200 000 G: 4 200 000 J: 6 300 000   |        |
| 2017 | Estados federales: Renania-Palatinado Se ve la Porta Nigra de Tréveris. Abajo «RHEINLAND-PFALZ» («Renania-Palatinado» en idioma alemán) con el identificador del país debajo. Arriba el año, a la izquierda la marca de ceca y a la derecha las iniciales del grabador (Chocola Frantisek). En el anillo exterior las estrellas de la bandera europea. | A: 6 000 000 D: 6 300 000 F: 7 200 000 G: 4 200 000 J: 6 300 000   |        |
| 2018 | 100 años del nacimiento de Helmut Schmidt Se ve a Helmut Schmidt en pose de diálogo. A la derecha «HELMUT SCHMIDT», las fechas «1918-2018» y la marca de ceca. A la izquierda el identificador del país y el año de acuñación. En el anillo exterior las estrellas de la bandera europea. | A: 6 000 000 D: 6 300 000 F: 7 200 000 G: 4 200 000 J: 6 300 000   |        |
| 2018 | Estados federales: Berlín Se ve el edificio principal del Palacio de Charlottenburg de Berlín. Abajo «BERLIN» y la marca de ceca. Arriba el año y el identificador del país. En el anillo exterior las estrellas de la bandera europea. | A: 6 000 000 D: 6 300 000 F: 7 200 000 G: 4 200 000 J: 6 300 000   |        |
| 2019 | 70º aniversario del Bundesrat Se ve la fachada de la Cámara de los Señores de Prusia sede del Bundesrat (cámara alta del parlamento de Alemania). Arriba el año, la marca de ceca y las iniciales del grabador (Michael Otto de Rodenbach). Abajo se lee «BUNDESRAT» (Consejo Federal en idioma alemán) y el identificador del país. En el anillo exterior las estrellas de la bandera europea. | A: 6 000 000 D: 6 300 000 F: 7 200 000 G: 4 200 000 J: 6 300 000   |        |
| 2019 | / Diseño común binacional: 30º aniversario de la caída del muro de Berlín Se ve un segmento del Muro de Berlín abierto en el centro de la moneda. En el segmento izquierdo puede leerse «30 JAHRE MAUERFALL» (30 años de la caída del muro en idioma alemán). Por la abertura pasan libremente palomas (simbolizando el apaciguamiento internacional por el fin de la Guerra Fría) y personas. En el fondo puede verse la Puerta de Brandeburgo. Abajo a la izquierda la marca de ceca, el año y el identificador del país. En el anillo exterior las estrellas de la bandera europea. | A: 6 530 000 D: 4 200 000 F: 7 840 000 G: 4 570 000 J: 6 860 000   |        |
| 2020 | Estados federales: Brandeburgo | A: 6 000 000 D: 6 300 000 F: 7 200 000 G: 4 200 000 J: 6 300 000   |        |
| 2020 | 50º aniversario de la genuflexión de Varsovia | A: 6 000 000 D: 6 300 000 F: 7 200 000 G: 4 200 000 J: 6 300 000   |        |
| 2021 | Estados federales: Sajonia Anhalt | A: 6 000 000 D: 6 300 000 F: 7 200 000 G: 4 200 000 J: 6 300 000   |        |
| 2022 | Estados federales: Turingia | A: 6 000 000 D: 6 300 000 F: 7 200 000 G: 4 200 000 J: 6 300 000   |        |
| 2022 | Diseño común: 35.º aniversario del programa Erasmus | A: 3 400 000 D: 3 570 000 F: 4 080 000 G: 2 380 000 J: 3 570 000   |        |
| 2023 | Estados federales II: Hamburgo - Filarmónica de Elba | A: 6 000 000 D: 6 300 000 F: 7 200 000 G: 4 200 000 J: 6 300 000   |        |
| 2023 | 1275º aniversario del nacimiento de Carlomagno | A: 4 000 000 D: 4 200 000 F: 4 800 000 G: 2 800 000 J: 4 200 000   |        |
| 2024 | Estados federales II: Mecklenburgo-Pomerania Occidental - Königsstuhl | A: 6 000 000 D: 6 300 000 F: 7 200 000 G: 4 200 000 J: 6 300 000   |        |
| 2024 | 175º aniversario de la Constitución de Frankfurt | A: 6 000 000 D: 6 300 000 F: 7 200 000 G: 4 200 000 J: 6 300 000   |        |

| 2025 | Estado de Sarre: Meandro del Sarre  |
| 2025 | 35 aniversario de la unidad alemana |

## Monedas de colección en euro de Alemania
Las monedas acuñadas con fines de colección se rigen por directrices indicadas por la Comisión Europea. Estas solo son de curso legal en el país emisor y deben poder diferenciarse claramente de las destinadas a la circulación. Alemania comenzó a acuñarlas desde el año 2002 y cuenta con piezas en oro y plata. Las de oro en denominaciones de 20, 100 y 200 euro. Las de plata con denominaciones de 10 euro. Sus motivos son de importancia tanto nacional como internacional.